# Sphaeropthalma parkeri
Sphaeropthalma parkeri (лат.) — вид ос-немок из подсемейства Sphaeropthalminae. Назван в честь F.H. Parker, собравшего типовую серию.

## Распространение
Северная Америка: США (Аризона, Калифорния).

## Описание
Осы-немки с бескрылыми самками (самцы крылатые). Голова и грудь оранжево-коричневые. От близких видов отличаются следующими признаками: вертикальные жвалы, сильно иссеченные вентрально, с отчётливым базальным зубцом и вершиной, имеющей треугольную форму, задний край головы закруглен, мезостернум без отростков, второй метасомальный стернит с отчетливой ворсистой войлочной линией. Грудь самок грушевидной формы. Коготки лапок без зубцов.
Предположительно как и другие виды рода паразитоиды куколок ос и пчёл.

## Классификация
Вид был впервые описан в 1958 году американским энтомологом R. M. Schuster (Корнеллский университет, Итака, Нью-Йорк, США). Видовой статус подтверждён в ходе ревизии, проведённой в 2015 году американскими энтомологами Джеймсом Питтсом и Эмили Садлер (Department of Biology, Университет штата Юта, Логан, США). Включён в состав видовой группы S. orestes species-group вместе с видами S. orestes, S. militaris, S. similis и другими.